# 마이 오토메
《마이 오토메》(舞-乙HIME 마이-오토메[*])는 일본의 애니메이션이다. 

## 작품 개요

### 세계관
마이히메의 캐릭터를 그대로 따오고 있으나 마니아층 간에선 마이히메에서 조금 오랜시간이 지난 '같은 세계관' 이라고 인식하는 사람도 있다.